# Goran Bogdanović
Goran Bogdanović (in serbo Горан Богдановић?; Smederevo, 27 aprile 1967) è un ex calciatore serbo, di ruolo centrocampista.
Durante la sua ventennale carriera, che durò dalla metà degli anni ottanta alla metà degli anni duemila, vestì le maglie di Partizan, Mallorca, Espanyol, Extremadura, concludendo la carriera in patria, nello Smederevo. Nonostante le tre esperienza in Spagna, Bogdanović ha giocato per più anni e più incontri in patria (dal 1985 ai primi anni novanta nella RSF Jugoslavia, scioltasi in seguito e divenuta Repubblica Federale - 1992 e nel periodo 1999-2003 -, poi in Serbia e Montenegro nel periodo 2003-2004).
In patria giocò 149 incontri con il Partizan segnando 14 reti, collezionando 105 presenze e 7 gol con lo Smederevo. In totale giocò 254 sfide, realizzando 21 reti. In Spagna totalizzò 152 partite siglando 13 marcature.

## Palmarès

### Club

#### Competizioni nazionali
- Campionato jugoslavo: 2

Partizan: 1985-1986, 1986-1987
- Coppa di Jugoslavia: 2

Partizan: 1988-1989, 1991-1992
- Coppa di Serbia e Montenegro: 1

Smederevo: 2002-2003